# 學園天國 (小泉今日子單曲)
《學園天國》（日語：学園天国），是日本女歌手小泉今日子的第28張單曲。1989年11月1日發行。

## 簡介
翻唱自1974年Finger 5的同名歌曲《學園天國》，在小泉今日子1988年的專輯已經收錄，1989年被用作小泉初次主演的富士電視台月九劇《戀愛總動員》的主題曲，並單曲化發售。
錄音時backing band的成員由野村義男和原C-C-B的渡邊英樹組成，小泉將這支backing band命名為「三喜屋·野村Motor'S」。
唱片中小泉在背景聲的之後開始唱正曲，而在音樂節目披露這首歌時則是在之後開始演唱。
8 cmCD和7英寸黑膠唱片兩種形式發行，是小泉最後一張使用黑膠唱片的單曲。
單曲發行首週在Oricon公信榜排行第3位。總出貨量達50萬張以上，總銷量達33.5萬張，自1984年的《The Stardust Memory》之後首次總銷量突破30萬張。是1990年度日本單曲銷量的第44位。
1991年和另一張單曲《常夏娘》重新8cmCD單曲化發售。
這首歌是小泉舉行演唱會時炒熱氣氛的定番歌曲。

## 收錄曲目
1. 學園天國（学園天国）
  - 作詞：阿久悠；作曲：井上忠夫；編曲：野村義男
2. 月亮無所不知 卻看不見自己的光芒（月は何でも知ってるくせに　知らん顔して輝いている）
  - 作詞：小泉今日子；作曲：高島洋平；編曲：Hoppy神山

### 學園天國／常夏娘
1. 學園天國
2. 常夏娘
3. 學園天國（Karaoke）
4. 常夏娘（Karaoke）

## 外部連結
- 學園天國／常夏娘 唱片介紹（页面存档备份，存于）